# University of Strathclyde

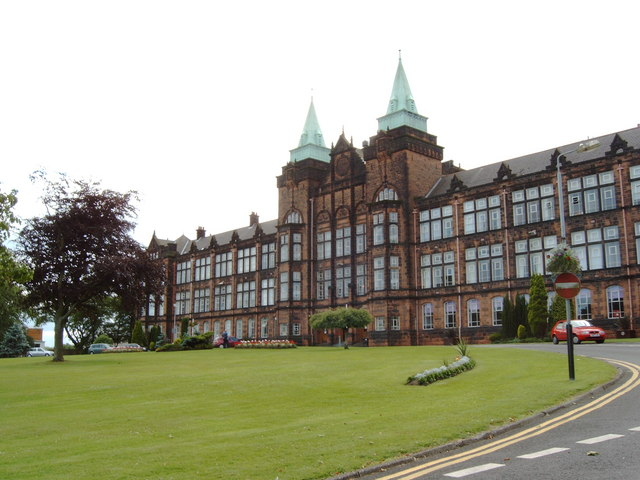
University of Strathclyde – Jordanhill

Die University of Strathclyde, deutsch Universität Strathclyde, im schottischen Glasgow ist eine britische Universität, die im Jahr 1796 als Anderson’s Institution gegründet wurde. Die Einrichtung basierte auf den Ideen von John Anderson, Professor für Naturphilosophie an der Universität Glasgow, der in seinem Testament Instruktionen für eine Universität gab, die sich auf das „nützliche Lernen“ konzentriert und sich auf praktische und berufliche Themen spezialisiert. Von 1828 bis 1877 trug die Einrichtung den Namen Anderson’s University. In den 1890er Jahren ermöglichte ein erfolgreicher Spendenaufruf erhebliche Erweiterungen, wodurch das Glasgow and West of Scotland Technical College Building entstand. 1912 erhielt die Institution den Namen Royal Technical College und erst 1964 wurde daraus die University of Strathclyde, indem sie die Royal Charter erhielt. Der Name geht auf das westschottische Königreich Strathclyde zurück.

## Organisation
Die Universität ist mit Stand 2021 in vier Fakultäten gegliedert. Insbesondere die Strathclyde Business School ist für ihren exzellenten Ruf bekannt und gehört zu den 30 besten Business Schools in Europa und den 100 besten der Welt. Sie hält die so genannte Triple Crown, verfügt also über alle drei renommierten Hochschulakkreditierungen für Business Schools. Der Campus der Universität befindet sich im Zentrum von Glasgow nahe dem George Square, und es gibt einen Campus im Vorort Jordanhill auf dem Gelände des ehemaligen Jordanhill Teacher Training College. Der Campus in Jordanhill ist über den nahegelegenen Bahnhof Jordanhill angebunden.

## Studierende

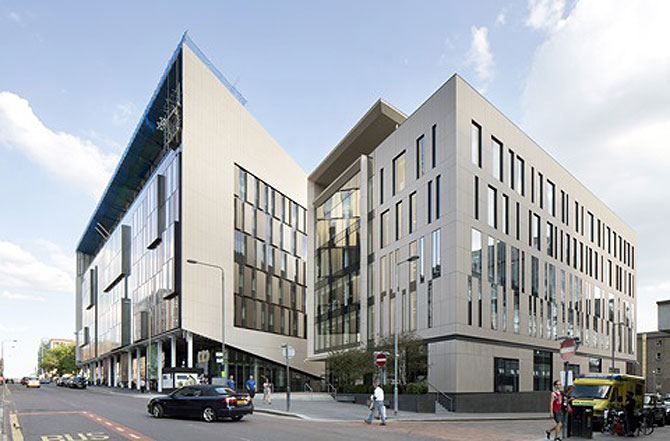
Das im Jahr 2015 eingeweihte Technology and Innovation Centre (TIC) der University of Strathclyde

Im Studienjahr 2019/2020 wurden an der Universität 24.330 Studierende unterrichtet, von denen sich 12.510 als weiblich und 11.750 als männlich bezeichneten. 16.115 waren noch vor ihrem ersten Studienabschluss; sie waren also undergraduates. 8.215 hatten bereits einen Abschluss und waren damit postgraduates. Davon arbeiteten 1.460 in der Forschung. 18.085 kamen aus Schottland, 1.050 aus England, 250 aus Nordirland, 60 aus Wales, 1.145 aus der EU und 3.730 aus dem Nicht-EU-Ausland. 2006 nahmen weitere 34.000 Menschen an Weiterbildungskursen der Universität teil.

## Bekannte Dozenten und Studenten
- John Logie Baird (1888–1946), schottischer Erfinder und Fernsehpionier
- Steve Bell (* 1936), britischer Pädagoge
- Christian Bruch (* 1970), deutscher Manager
- Udo Bullmann (* 1956), deutscher Politiker
- Uwe Klett (* 1959), deutscher Politiker
- John MacBeath (* 1940), britischer Pädagoge
- Chris Sawyer (* 1967), schottischer Programmierer
- Steven Spier (* 19??), kanadischer Architekt
- Thomas Joseph Winning (1925–2001), schottischer Theologe, Erzbischof von Glasgow

## Projekte
Zusammen mit der Universität Surrey und dem World Trade Institute richtet sie die European Trade Study Group aus.